# 三の丸神社

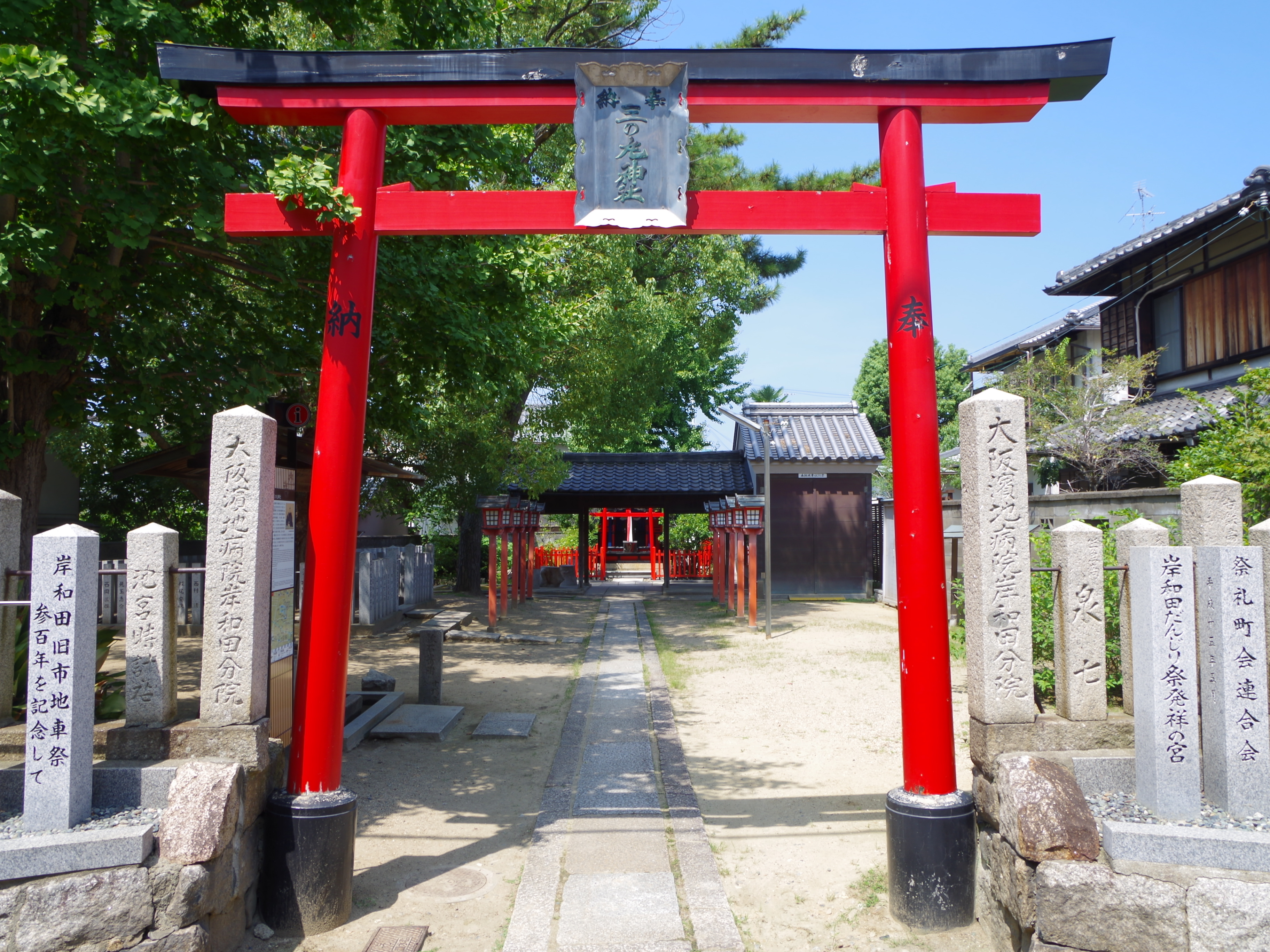
鳥居

三の丸神社（さんのまるじんじゃ）は、大阪府岸和田市にある神社。

## 由緒
社伝によれば南北朝時代の延元元年（1336年）に楠木正成の一族である和田正儀が岸和田城（岸和田古城）の守護のため城中に創建したとされる。なお、この和田正儀を正成の子である楠木正儀と同一人物と見る説もあるが、1336年には楠木正儀はまだ約6歳であり、別人説もある。
岸和田城は15世紀中頃に古城から新城（現在地）に移されたとされているが、当社が現在地に遷座されたのは寛永17年（1640年）の岡部氏岸和田入封以降のことで、元禄14年（1701年）には岸和田藩主岡部氏3代の岡部長泰が伏見稲荷大社を勧請した。3年後の宝永元年（1704年）に行なわれた稲荷祭は、岸和田藩も参加した大和川付け替え工事の竣工祝いと重なったことから盛大に催され、これが現在の岸和田だんじり祭の原型とも伝えられている。また、現在では岸城神社で行なわれているだんじり祭での「宮入り」はかつては「城入り」と言われ、明治維新ごろまでは三の丸神社で行われていた。

## 今川義元の兜
1935年（昭和10年）、社殿の祭壇から金色の兜が発見された。桶狭間の戦いののち、今川義元の家臣・岡部元信が義元の首級と引き換えに鳴海城を織田方に明け渡した際に合わせて引き渡された義元の兜であると伝わる。